# ايمي جرابو
ايمي جرابو (بالإنجليزية: Amy Grabow)‏ مواليد 18 ديسمبر 1979 في هونتينغتون بيتش، هي ممثلة أمريكية.

## وصلات خارجية
- ايمي جرابو على موقع IMDb (الإنجليزية)
- ايمي جرابو على موقع قاعدة بيانات الفيلم (الإنجليزية)